# Teatro del Pueblo (Buenos Aires)
El Teatro del Pueblo es el primer teatro independiente de Argentina.
Fundado por Leónidas Barletta en Buenos Aires en 1930, dio origen al movimiento de teatro independiente en la República Argentina. Si bien, el surgimiento de este tipo de teatros estuvo acompañado por el crecimiento de un grupo de artistas motivados por una ideología, el Teatro Del Pueblo es reconocido como el primer teatro independiente en Argentina y en América latina.

## Conducción artística de Teatro del Pueblo
El Teatro del Pueblo es gestionado por la Fundación Carlos Somigliana. El dramaturgo Roberto Cossa preside la fundación y junto a teatristas como Roberto Perinelli, Héctor Oliboni, Marta Degracia y Bernardo Carey gestionan la programación del Teatro del Pueblo.

## Espacio
Desde 1930, el Teatro del Pueblo ocupó varios locales hasta que en 1943 recaló en el sótano de Diagonal Norte 943. Aunque dejó de funcionar como teatro a partir de 1976 con el fallecimiento de Barletta, ocupó el espacio desde su reapertura en 1987. Su nueva y definitiva dirección es Lavalle 3636 en el barrio de Abasto.

## Salas del teatro
El Teatro del Pueblo consta de dos salas.
El espacio conducido por Barletta sólo disponía de una. Esta recibió el nombre de Sala Carlos Somigliana en 1996 luego del fallecimiento de ese dramaturgo.
En 1996 se construyó un espacio escénico no convencional que recibió el nombre de Sala Teatro Abierto, en homenaje al movimiento Teatro Abierto que se originó en 1981.

### Sala Carlos Somigliana
Su capacidad es de 105 espectadores. El escenario tiene una embocadura de 8,75m. y una profundidad de 16m. Posee telón de boca, consola de luces de 36 líneas y sonido de 12 canales.

### Sala Teatro Abierto
La sala Teatro Abierto es un espacio escénico no convencional.
Aloja un máximo de 80 espectadores, depende de la disposición de las butacas y del espacio que ocupe la escena. La sala mide 10m por 12m. Posee una consola de luces de 18 líneas con sonido de 16 canales.

## Historia
A fines de noviembre de 1930, un grupo de artistas encabezados por Barletta fundó el Teatro del Pueblo, apenas dos meses después de que los militares argentinos asaltaran el gobierno por medio del Golpe de Estado del 6 de septiembre de 1930 que derrocó al Presidente Hipólito Yrigoyen y Argentina ingresara en un largo período de inestabilidad institucional denominado Década infame.

### Origen del teatro independiente
Barletta tomaba al teatro como un instrumento de resistencia desde el arte al avance del fascismo. El teatro, entendido no sólo como espectáculo, sino como un reducto de encuentro de actores, escritores, poetas y pintores.
Barletta proclamaba la actividad de su Teatro del Pueblo como un teatro del pueblo y para el pueblo, aludiendo al modelo del Teatro del Pueblo de Romain Rolland plasmado en su libro El teatro del pueblo. Rolland había sentado las bases teóricas de un teatro cuyo referente era el obrero, el hombre del pueblo, que vivía una realidad diversa al burgués y a quien urgía un teatro que respondiera a las necesidades de un público popular.
Durante la década del '30, ese primer impulso fue seguido por otros creadores y los teatros de arte se multiplicaron hasta convertirse en las décadas del '40 y el '50 en un fenómeno cultural, no sólo en Buenos Aires, sino también en buena parte de la Argentina y de América Latina.
El Teatro del Pueblo forma parte de la historia cultural de los argentinos. Por sus escenarios desfilaron las figuras más recordadas del movimiento de los teatros independientes, desde Roberto Arlt y Barletta, hasta Roberto Mariani, Josefa Goldar y las más importantes figuras de la etapa fundacional.
La continuidad de este fenómeno cultural recibió el nombre de Teatro independiente.

### Arlt y el Teatro del Pueblo
Roberto Arlt empezó su vinculación con la compañía de Teatro del Pueblo con el estreno de su primera obra, Trescientos millones, en 1932. Luego, estrenó allí mismo Saverio, el cruel y otras.
Arlt se identificó con el movimiento vanguardista del Teatro del Pueblo, convencido de que ningún escritor moderno podía hallar su expresión en un teatro de modos anticuados, viciado y corrompido en su esencia.
Era todo un suceso estrenarle. Los actores se divertían tanto como los espectadores. Después llegaba él, en los entreactos, guiñando los ojos rientes, bajo las cejas hirsutas, frotándose las manos alisándose los mechones que ya empezaban a agrisarse, y tenía una palabra de estímulo para cada uno o una frase mordiente, porque su espíritu era insobornable. Y humilde. Su humildad era legítima. La humildad del que sabe que ninguna concesión puede disminuirlo. La humildad de quien desprecia la fácil nombradía, de quien tiene en más su propia vida, y no la revista de solemnidad literaria.

#### Primer contacto de Arlt con el Teatro del Pueblo
En 1942, se publica en Revista Conducta, Al Servicio del Pueblo un escrito de Arlt, de marzo de 1932, en el que denota su primera impresión acerca del Teatro del Pueblo tiempo antes de pertenecer al grupo de Barletta.
Era invierno, el salón destartalado con montones de revoque caído por los rincones, el escenario desmantelado, la compañía tiritando en banquitos de madera, todo hacía creer en la proximidad del fracaso. Comprometí una nota para El Mundo. Y dije la verdad de lo que había visto, y además, aquello que pensaba: un éxito por cien fracasos.
Un año después de esa nota para El Mundo, estrenaba su primera obra dramática, Trescientos millones, en la sala de la calle Corrientes 465, en la cual el grupo de Barletta tenía su sede.

### Teatro de la Campana
En marzo de 1975, falleció Barletta y el Teatro del Pueblo cerró. Su influencia en el medio ya era escasa, debilitado por una estética que había envejecido.
En 1987, un grupo de directores y autores, herederos de Teatro Abierto, decidió reabrirlo y prolongar de esa manera, la vigencia de un espacio histórico. Los herederos de Barletta se opusieron a ceder el nombre Teatro del Pueblo y la sala pasó a denominarse Teatro de la Campana, en homenaje a Barletta que en los comienzos de Teatro del Pueblo solía, a la hora de la función, instalarse en la puerta de sala y agitar una campana para convocar a los espectadores. El historiador Raúl Larra escribió su biografía bautizándolo El hombre de la campana.

#### Recuperación del nombre Teatro del Pueblo
La experiencia del Teatro de la Campana duró hasta 1994 y la sala volvió a estar inactiva. Fue al año siguiente que el Instituto Movilizador de Fondos Cooperativos adquirió el solar y puso en manos de la fundación de dramaturgos Carlos Somigliana (SOMI) la responsabilidad de la programación. Ambas entidades encararon el reciclaje del edificio, convertido en dos salas de moderna estructura y equipamiento. Fue reinaugurado el 5 de septiembre de 1996 (acompañado del estreno de Tratala con cariño, de Oscar Viale), esta vez con el nombre recuperado de Teatro del Pueblo. En 2011 fue reconocido por la Fundación Konex con una Mención Especial por su aporte al teatro argentino.